# Anders Celsius
Anders Celsius (Ovanåker, Svédország, 1701. november 27. – Uppsala, 1744. április 25.) svéd természettudós, csillagász, a Celsius-skála megalkotója. A svéd és a berlini akadémia, valamint a londoni Royal Society tagja volt.

## Apja
Uppsalai Egyetemen  apja Nils Celsius a csillagászat, nagyapja, Magnus Celsius pedig a matematika professzora volt. Igazi tudóscsaládba született, hiszen anyai nagyapja, Anders Spole is csillagász volt, egyik nagybátyja pedig botanikus. A családi hagyományokat követve Anders 1730 és 1744 között az Uppsalai Egyetemen volt a csillagászat professzora. 1736-ban a francia kormány őt és Maupertuist bízta meg a Tornea és Pello falu közti délkör megmérésével. 1740-ben megépíttette az uppsalai obszervatóriumot.
Szorgalmazta, hogy a Julianus-naptár helyett Svédországban is a Gergely-naptárt vezessék be, de erre már csak a halála után került sor: Svédország és Finnország 1753. március 1-én kezdte használni a reformált naptárat.
Foglalkozott a Nap és a Föld távolságának meghatározásával, emellett fizikai és geofizikai kutatásokat is végzett.
A Botteni-öböl úgynevezett fókaköveit vizsgálva megállapította, hogy a svéd partvidék fokozatosan emelkedik (évi 1,5 cm-t), és emiatt javasolta, hogy húszévente újra térképezzék újra a hajózási útvonalakat. Nem jött rá, hogy ennek oka a legutóbbi jégkorszak idején felhalmozódott jégtakaró leolvadása, hanem a vízszint csökkenését a tengervíz párolgásának tulajdonította.
Kiadott egy csillagászati katalógust 300 csillag fényességének adataival. Ő volt első, aki ezt nem csak szubjektív becsléssel, hanem valós mérések alapján tudta megadni. Ehhez kormozott üveglapokat használt, és aszerint állapította meg a csillag fényességét, hány üveglapot kellett egymásra fektetnie ahhoz, hogy az már ne látsszon. A mérés pontossága kb. 0,4 magnitúdó volt. Tanulmányozta az északi fényt is. Észrevette, hogy a mágneses elhajlás szélsőségei, amelyek az iránytű elmozdulását is okozzák, egybeesnek a sarki fények aktivitásának a maximumával. 1733-ban a sarki fény kutatásai alapján 316 megfigyelés adatait tartalmazó gyűjteményt adott ki.
1736–37-ben részt vett abban a francia kormány által támogatott expedícióban, amely Lappföldön, a sarkkör közelében mérte meg a délkör (hosszúsági kör) egy szakaszát. A svéd kormány egy századnyi katonát vezényelt a térségbe; ők végezték a kétkezi munkát a háromszögelési pontok kiépítésénél. A párhuzamos expedíció Peruban, az Egyenlítő közelében végezte el ugyanezt. Az eredmények összevetése bizonyította Newton elméletét, hogy a Föld nem tökéletes gömb alakú, hanem a pólusok mentén kissé lapított ellipszoid.
1737-ben tervezte meg meteorológiai méréseihez a ma is használatos, 100-as beosztású hőmérsékleti skálát, amit 1742-ben mutatott be a Svéd Akadémiának. Ezen a 0 még a víz forrpontja volt, és a 100 volt a fagypont; a skálát 1750-ben fordította meg Mårten Strömer svéd tudós, Celsius utódja. Más források szerint a mai skálát már korábban, Celsius halála körül is fordítva használták: az ún. „lyoni hőmérő”, amelyet Jean-Pierre Christin 1743-ban talált ki, már a francia forradalom előtt ismert volt. Más források szerint a skálát Celsius barátja, a botanikus Carl von Linné fordította meg 1744-ben.
Fő műve a Disquisitio de observationibus pro figura telluris determinanda in Gallia habitis Uppsalában jelent meg 1738-ban. Sok értekezése közül különösen nevezetes az Über die Wärmemessung (1742) című, mert ebben fordul elő az a róla elnevezett hőmérőbeosztás. Tuberkulózisban halt meg 1744-ben. Sírja Uppsala közelében található, a nagyapjáé mellett.